# 拉廷卡灣

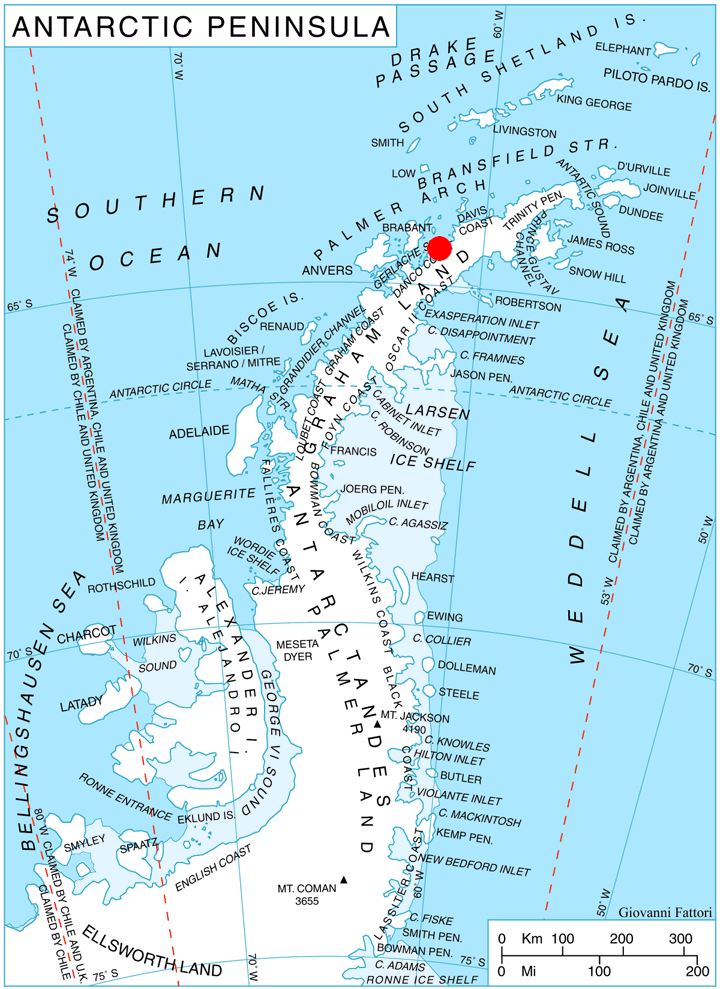

拉廷卡灣（Latinka Cove），是南極洲的海灣，位於葛拉漢地西岸的丹科海岸，處於艾克納角和賓科斯角以西，長1.65公里、寬1.95公里，以保加利亞南部鄉鎮命名，現時由南極條約體系管理。
64°25′21″S 61°34′09″W / 64.42250°S 61.56917°W